# Akademija dramskih umetnosti v Tuzli
Akademija dramskih umetnosti (izvirno bosansko Akademija dramskih umjetnosti u Tuzli), s sedežem v Tuzli, je akademija, ki je članica Univerze v Tuzli. Ustanovljena je bila leta 1998.
Trenutni dekan je prof. dr. Vlado Kerošević.